# Aliko Dangote
Aliko Dangote (n. 10 aprilie 1957, Kano, Colonial Nigeria⁠(d)) este un om de afaceri și investitor nigerian, proprietar al Dangote Group. Este cunoscut ca fiind cel mai bogat om de culoare din lume, având o avere estimată de 8.9 miliarde de dolari (noiembrie 2019). La 14 noiembrie 2021, a încetat din viață Sani Dangote, vicepreședinte al Grupului Dangote și fratele mai mic al lui Aliko Dangote.